# Wrestling Society X
Wrestling Society X est une émission de télévision mélangeant catch et prestations de musiciens en live. Produite par Big Vision Entertainment, diffusée sur MTV en 2007, elle n'aura duré qu'une saison. Elle a été diffusée en France en 2007 le dimanche à 23h25 sur MTV Pulse sous le nom Testosterock.

## Format
L'émission Wrestling Society X proposait un style de catch radicalement différent de celui de la traditionnelle et hégémonique promotion américaine World Wrestling Entertainment : l'émission était principalement composée d'un condensé rapide de matchs se voulant très rythmés et hautement spectaculaires, surchargés d'effets sonores et visuels, en accord avec l'image avant-gardiste et parfois iconoclaste de son diffuseur MTV : le public était bruyant, la bande son faisait la part belle aux guitares distordues du métal et le générique de fin défilaient à toute vitesse.
Un invité musical différent interprétait un morceau à chaque enregistrement, avant de rejoindre la table des commentateurs. Les matchs étaient également annoncés sur le ring par l'hystérique Fabian Kaelin (connu ailleurs en tant que manager de catch sous le nom de GQ Money). Quelques séquences supplémentaires plus classiques des péripéties des catcheurs en coulisses venaient compléter le tableau.

## Style
La WSX proposant deux ou trois matchs dans une émission de seulement trente minutes, ceux-ci étaient très rapides, voire expéditifs (le montage final utilisant de nombreuses coupes pour les accélérer encore). L'aspect spectaculaire était assuré par des catcheurs souvent très acrobatiques, enchaînant sans temps mort des prises violentes ou périlleuses. Parfois se tenaient des matchs "hardcore" mettant en scène des affrontements violents à grand renfort d'accessoires (tables, échelles, fil de fer barbelé) et même parfois accompagnés de flammes ou de feux d'artifice. Les arbitres ne sanctionnaient pour ainsi dire jamais les comportements anormaux et appliquaient systématiquement une stipulation autorisant les tombés hors du ring et partout dans l'enceinte.

## Intégrale des épisodes
Après l'enregistrement d'un pilote en 2006, MTV valide la production d'une première saison. Celle-ci sera de courte durée : sur dix épisodes tournés, les trois premiers sont diffusés le mardi à partir du 30 janvier 2007 ; la diffusion du quatrième est reportée d'une semaine ; finalement MTV décide de diffuser en une soirée les épisodes 5 à 9 en guise de clôture de la saison ; le dixième et véritable dernier épisode ne sera jamais diffusé, mais apparaît dans l'édition DVD intégrale Wrestling Society X: The Complete First (and Last) Season (qui ne contient en revanche aucun des numéros musicaux vu à la télévision).
| Numéro de l'épisode | Date de diffusion sur MTV  | Invité musical      | Notes |
| ------------------- | -------------------------- | ------------------- | --- |
| 01                  | 30 janvier 2007            | Black Label Society | |
| 02                  | 06 février 2007            | Three 6 Mafia       | |
| 03                  | 13 février 2007            | Sparta              | |
| 04                  | 27 février 2007            | Clipse              | Initialement prévue le 20 février, la diffusion de l'épisode est annulée à cause d'une à une scène jugée inconvenante par MTV (dans laquelle Ricky Banderas projette une boule de feu au visage de Vampiro). Elle est finalement diffusée avec un floutage partiel et une semaine de retard. |
| 05                  | Nuit du 13 au 14 mars 2007 | Jibbs               | Diffusion "marathon" de 5 épisodes |
| 06                  | Nuit du 13 au 14 mars 2007 | Good Charlotte      | Diffusion "marathon" de 5 épisodes |
| 07                  | Nuit du 13 au 14 mars 2007 | Quietdrive          | Diffusion "marathon" de 5 épisodes |
| 08                  | Nuit du 13 au 14 mars 2007 | Pitbull             | Diffusion "marathon" de 5 épisodes |
| 09                  | Nuit du 13 au 14 mars 2007 | Styles P            | Diffusion "marathon" de 5 épisodes |
| 10                  | Jamais diffusé             | New Found Glory     | Épisode présent sur le DVD uniquement |

## Championnat de la WSX
La WSX possédait un championnat qui a connu deux détenteurs entre 2006 (date de l'enregistrement) et 2007. Vampiro est sacré premier champion WSX lors du deuxième épisode en vainquant 6-Pac ; Ricky Banderas réussit à lui arracher ce titre en l'affrontant lors de l'épisode 8.
| Catcheur       | Adversaire | Temps | Enregistrement   | Date de diffusion | Lieu        |
| -------------- | ---------- | ----- | ---------------- | ----------------- | ----------- |
| Vampiro        | 6-Pac      | 1     | 11 novembre 2006 | 6 février 2007    | Los Angeles |
| Ricky Banderas | Vampiro    | 1     | 15 novembre 2006 | 14 mars 2007      | Los Angeles |

## Catcheurs présents
| - 6-Pac - Alkatrazz - Arik Cannon - Babi Slymm - Chris Hamrick - Delikado - The Disco Machine - El Hombre Blanco Enmascarado - Horiguchi - The Human Tornado - Jack Evans - Jesús | - Jimmy Jacobs - Joey Ryan - Josh Raymond - Justin Credible - Kaos - Lil' Cholo - Luke Hawx - Markus Riot - Matt Classic - Matt Cross - Matt Sydal - Mongol | - Nate Webb - Puma - Ricky Banderas - Ruckus - Scorpio Sky - Teddy Hart - Tyler Black - Vampiro - Vic Grimes - Yoshino - Youth Suicide |